# ريتشارد هاجدو
ريتشارد هاجدو هو لاعب هوكي الجليد كندي، ولد في 10 مايو 1965 في دنكان، كولومبيا البريطانية ‏ في كندا.

## وصلات خارجية
- ريتشارد هاجدو على موقع دوري الهوكي الوطني (الإنجليزية)
- ريتشارد هاجدو على موقع قاعة مشاهير الهوكي (لاعب أن.إتش.أل) (الإنجليزية)
- ريتشارد هاجدو على موقع EliteProspects.com (الإنجليزية)
- ريتشارد هاجدو على موقع HockeyDB.com (الإنجليزية)
- ريتشارد هاجدو على موقع Hockey-Reference.com (الإنجليزية)